# 邹家尤
邹家尤（1918年2月—1995年11月21日），湖北广水市人。中华人民共和国政治人物。

## 生平
1945年，供职于东北军政大学、东北军区军事工业部。1950年6月，调重工业部任会计司副司长。1952年8月调地质部，历任办公厅副主任、计划司司长。1966年3月，任中华人民共和国地质部副部长。1977年，任国家地质总局中国地质科学院院长。1979年11月，再任地质矿产部副部长。